# Valerie Flake
Valerie Flake este un film din 1999 regizat de John Putch⁠(d).
Actrița principală Susan Traylor⁠(d) a fost nominalizată la Premiul Independent Spirit pentru cea mai bună actriță pentru interpretarea ei.

## Rezumat
O casieriță în vârstă de treizeci de ani de la un supermarket trebuie să se ocupe de moartea soțului ei.

## Distribuție
- Susan Traylor⁠(d) – Valerie Flake
- Jay Underwood⁠(d) – Tim Darnell
- Christina Pickles⁠(d) – Meg Darnell
- Peter Michael Goetz⁠(d) – Douglas Flake
- Rosemary Forsyth⁠(d) – Irene Flake
- Terrence Howard – Hitchhiker (ca Terrence Dashon Howard)
- Ann Gillespie⁠(d) – Barbara
- Sarah Bibb – Tammy
- Kevin Rahm⁠(d) – Jogger Ronald
- Richard Cummings Jr.⁠(d) – Rooftop Guard